# Karen D. King
Pour les articles homonymes, voir King.
Karen Denise King (6 juillet 1971 – 24 décembre 2019) est une mathématicienne afro-américaine, directrice de programme à la Fondation nationale pour la science et conférencière AWM/MAA Falconer 2012.

## Formation
Karen Denise King est née le 6 juillet 1971 à Washington, DC. Elle est sélectionnée pour le programme de bourses d'études Women in Science and Engineering (WISE) de la NASA au Spelman College en tant qu'étudiante de premier cycle et obtient son diplôme en mathématiques magna cum laude en trois ans. King fréquente ensuite l'université du Maryland avec une bourse de la National Science Foundation et obtient son doctorat en enseignement des mathématiques en 1997. Sa directrice de thèse est Patricia F. Campbell.

## Carrière professionnelle
King commence sa carrière en tant que professeure adjointe à l'université d'État de San Diego en 1997. En 1999, elle rejoint l'université d'État du Michigan. En 2006, King déménage à l'université de New York en tant que professeure agrégée. Alors qu'elle est professeure, King concentre ses recherches et ses publications sur la réforme des mathématiques urbaines, la préparation mathématique des enseignants de la maternelle à la 12e année et les politiques de développement professionnel en mathématiques. King devient directrice de la recherche au National Council of Teachers of Mathematics (en), le Conseil national des professeurs de mathématiques, en 2011, où elle co-écrit le livre Disrupting Tradition: Research and Practice in Mathematics. Elle devient ensuite directrice de programme à la National Science Foundation of Education and Human Resources. En 2012, elle est honorée en tant que conférencière AWM/MAA Falconer et fait partie de l'équipe de rédaction qui écrit The Mathematical Education of Teachers II. King a également été rédacteur adjoint du Journal for Research in Mathematics Education (en) de 2001 à 2004 et a été membre de la Mathematical Association of America pendant dix-neuf ans,. 
Le travail de King lui vaut la reconnaissance de Mathematically Gifted & Black (en) où elle est présentée comme lauréate du Black History Month 2020.

## Publications
Coauteure
- K.D. King, William F. Tate, Celia R. Anderson, (2011) Disrupting Tradition: Research and Practice in Mathematics. Reston, VA:National Council of Teachers of Mathematics

Contributrice
- Société mathématique américaine. (2012) The Mathematical Education of Teachers II (Cbms Issues in Mathematics Education). American Mathematical Society.
- Groupe d'étude sur les mathématiques RAND. (2003). Mathematical proficiency for all students: Toward a strategic research and development program in mathematics education. Santa Monica, CA: RAND Education.

Chapitre de livre
- Rasmussen, C., Yackel, E. et King, K. (2003). Social and sociomathematical norms in the mathematics classroom. Dans R. Charles (éd.). Teaching mathematics through problem solving: It's about learning mathematics. Reston, VA: National Council of Teachers of Mathematics.
- King, K.D., Hillel, J. et Artigue, M. (2001) Technology. Dans D. Holton (éd.). Teaching and Learning in University Level Mathematics (Results of the ICMI Study). Dordrecht: Kluwer Academic Publishers.